# Calynda fiebrigi
Calynda fiebrigi är en insektsart som beskrevs av Brunner von Wattenwyl 1907. Calynda fiebrigi ingår i släktet Calynda och familjen Diapheromeridae. Inga underarter finns listade.